# チュニジアの国章
チュニジアの国章（チュニジアのこくしょう、Coat of arms of Tunisia）には、船、剣を持ったライオン、天秤が描かれている。国章の中央、船のすぐ下にはアラビア語でチュニジアのモットー「自由、秩序、公正」が記されている。チュニジアの国旗中央のシンボルの赤い三日月と星が、盾の上に描かれている。
1956年の独立でチュニジア王国の紋章が定められ、1957年の王制廃止後も使用されたが、1963年に変更された。さらに1989年に現在の国章に変えられている。

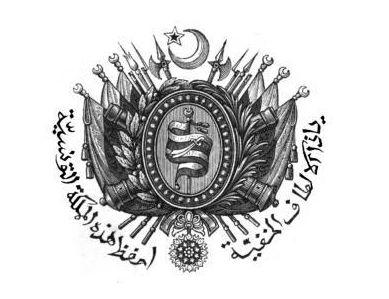
1858年の紋章
1900年の紋章
チュニジアの国章（1963年 - 1989年）